# 羅索漢湖

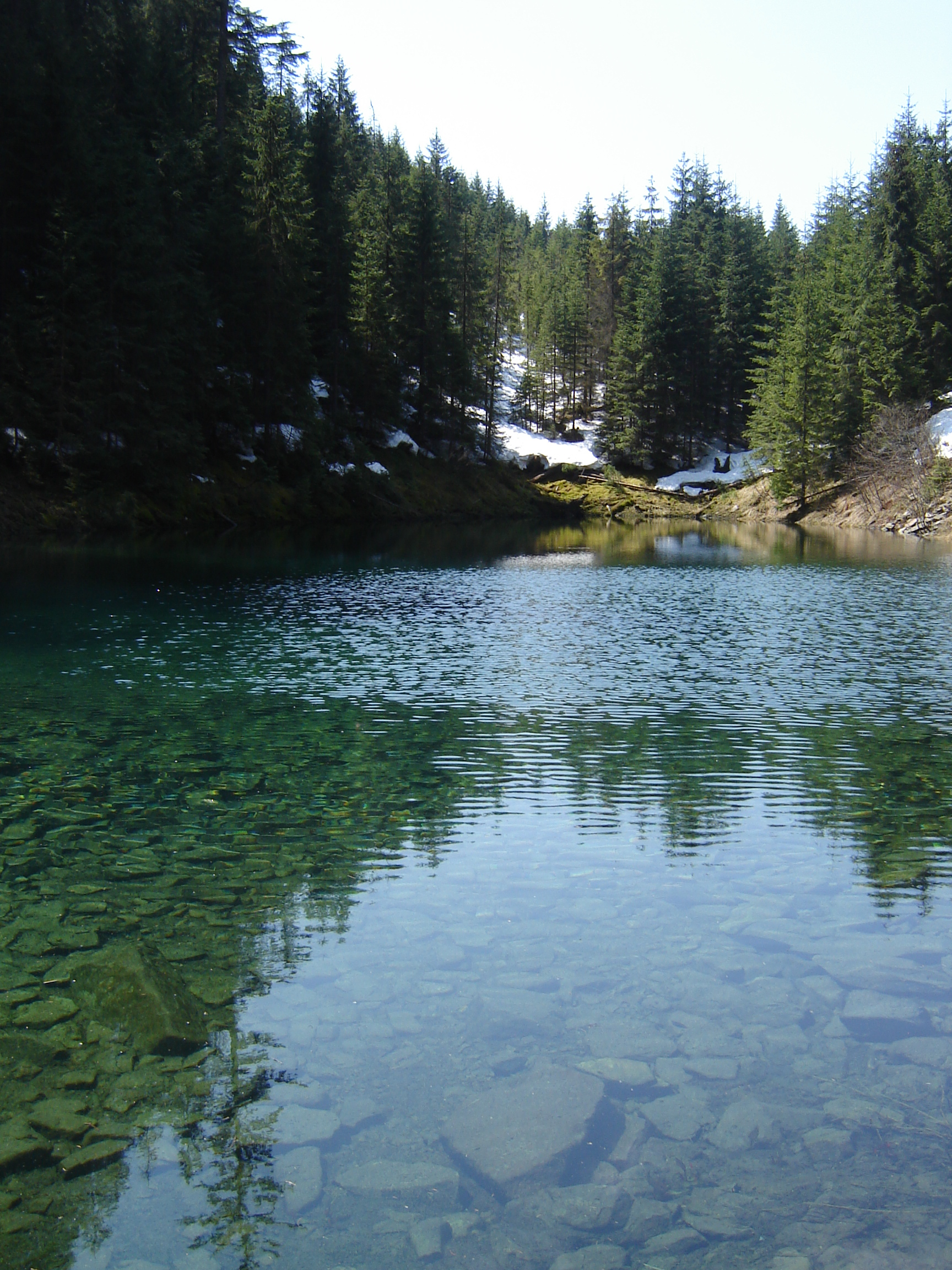

羅索漢湖（烏克蘭語：Росохан），是烏克蘭的湖泊，位於該國西部伊萬諾-弗蘭科夫斯克州，屬於内流盆地的一部分，長70米、寬20米，面積0.5平方公里，海拔高度1,120米，最大水深2.8米。